# فرگه ۲۱۶۶۵
سیارک ۲۱۶۶۵ (به انگلیسی: 21665 Frege، نامگذاری:1999RR1) بیست و یک هزار و ششصد و شصت و پنجمین سیارک کشف شده‌است که در ۵ سپتامبر ۱۹۹۹ کشف شد.
قدر مطلق سیارک برابر ۱۶٫۲۰ است.